# Минерал Спрингс (Арканзас)
Минерал Спрингс (енгл. Mineral Springs) град је у америчкој савезној држави Арканзас.

## Демографија
По попису из 2010. године број становника је 1.208, што је 56 (-4,4%) становника мање него 2000. године.
| Група             | 2000.       | 2010.       |
| Белци             | 586 (46,4%) | 484 (40,1%) |
| Афроамериканци    | 524 (41,5%) | 553 (45,8%) |
| Азијати           | 1 (0,1%)    | 1 (0,1%)    |
| Хиспаноамериканци | 138 (10,9%) | 155 (12,8%) |
| Укупно            | 1.264       | 1.208       |